# 傑克·諾斯沃迪
傑克·諾斯沃迪（英語：Jack Evan Noseworthy, Jr.，1964年12月21日—）是美國的一位演員。他出演過的最著名的電影包括撕裂地平線等作品。諾斯沃迪出生在麻薩諸塞州林恩。 2016年演出臺灣電影《一萬公里的約定》，由好萊塢台裔導演洪昇揚指導，周杰倫與林義傑聯合監製。